# Zabójstwo Madzi z Sosnowca
Zabójstwo Madzi z Sosnowca – określenie używane w mediach wobec zabójstwa 6-miesięcznej Magdaleny Waśniewskiej (ur. 15 lipca 2011), które miało miejsce 24 stycznia 2012 roku w Sosnowcu.

## Historia sprawy
Informacje o zaginionym dziecku pojawiły się we wtorek, 24 stycznia 2012 roku. Pierwsza wersja wydarzeń mówiła o porwaniu dziecka. Według słów wypowiedzianych przez matkę, 22-letnią wówczas Katarzynę Waśniewską, wracała ona do domu, kiedy około godziny 18 na ulicy ktoś uderzył ją w tył głowy, wskutek czego straciła ona przytomność, a kiedy się ocknęła, w wózku nie było już jej półrocznej wówczas córeczki, Magdaleny. Policjanci przesłuchali świadków, którzy widzieli kobietę leżącą na ulicy. W nocy trwały poszukiwania prowadzone przez policjantów i strażaków. W akcję poszukiwawczą włączyli się też internauci, publikując zdjęcia dziecka na portalach społecznościowych. W trakcie przesłuchania matka Madzi zmieniała zeznania, a na jej ciele nie znaleziono śladów obrażeń. Akcja poszukiwawcza trwała kolejne 10 dni.
26 stycznia do akcji poszukiwania Madzi z własnej inicjatywy włączył się przedsiębiorca Krzysztof Rutkowski, właściciel biura detektywistycznego. 29 stycznia podczas konferencji prasowej Katarzyna i Bartłomiej Waśniewscy oraz Krzysztof Rutkowski zaapelowali do domniemanego porywacza o oddanie dziecka, obiecując mu za to bezkarność. Katarzyna Waśniewska wówczas była już objęta policyjną obserwacją, stąd wiadomo, że po konferencji poszła do kina, na horror.

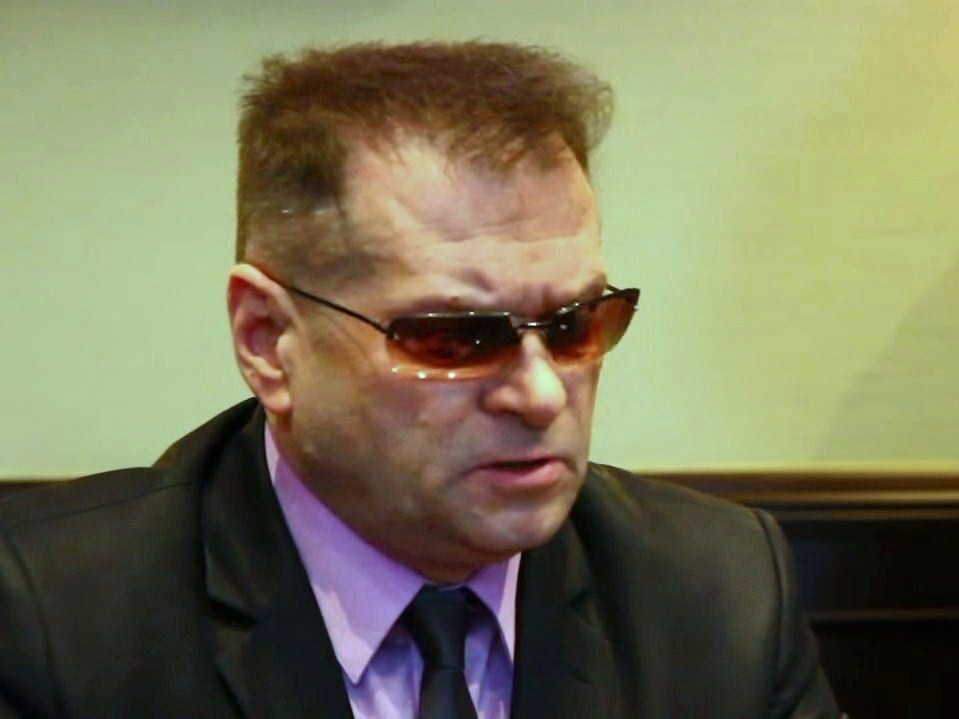
Krzysztof Rutkowski

2 lutego Krzysztof Rutkowski skłonił Katarzynę Waśniewską do wyznania tego, że jej córka wcale nie została porwana. Nagrał rozmowę, podczas której matka Magdaleny powiedziała mu to, że dziecko zginęło w wyniku nieszczęśliwego wypadku: dziewczynka miała upaść na podłogę i uderzyć główką o próg, po tym gdy wypadła jej z rąk. Według Krzysztofa Rutkowskiego spanikowana Katarzyna Waśniewska postanowiła upozorować porwanie dziecka. W końcu wskazała miejsce ukrycia zwłok. Wówczas prokurator przedstawił jej zarzut nieumyślnego spowodowania śmierci. W lipcu 2012 roku została sporządzona opinia wydana przez biegłych (specjalistów w zakresie medycyny sądowej), którzy uznali, że dziecko zmarło na skutek gwałtownego uduszenia. Pochowano je na cmentarzu mieszczącym się przy ul. Smutnej w Sosnowcu.
W związku ze stawianymi jej zarzutami wobec Katarzyny Waśniewskiej trzykrotnie został zastosowany środek zapobiegawczy w postaci tymczasowego aresztowania (po raz pierwszy od 2 lutego do 15 lutego a ponownie za drugim razem od 12 lipca do 1 sierpnia 2012 roku i od 21 listopada 2012 r. do dnia 3 września 2013 r.) i dwukrotnie była zwalniana przez Sąd Okręgowy w Katowicach w związku z brakiem uzasadnionej obawy utrudniania przez nią śledztwa. Nałożono na nią obowiązek dozoru policyjnego i meldowania się w komisariacie policji, czego nie dopełniała i zaczęła ukrywać się. Wydano za nią list gończy. 21 listopada 2012 roku została odnaleziona przez policjantów we wsi Turośń Dolna koło Białegostoku.
31 grudnia 2012 r. Prokurator skierował do sądu akt oskarżenia zarzucając Katarzynie Waśniewskiej popełnienie dwóch czynów: zabójstwa w postaci spowodowania gwałtownego uduszenia z art. 148 § 1 k.k. oraz zawiadomienia o niepopełnionym przestępstwie wraz z tworzeniem fałszywych dowodów (art. 235 w zw. z art. 238 k.k.).
Proces przed sądem okręgowym rozpoczął się w lutym 2013 roku. Według ustaleń poczynionych w trakcie śledztwa i procesu oskarżona zaplanowała zabójstwo córeczki najpóźniej 19 stycznia 2012 roku. Najpierw próbowała zatruć ją tlenkiem węgla (tzw. czadem), a gdy to się nie udało, 24 stycznia 2012 roku rzuciła dzieckiem o podłogę, a gdy przeżyło, udusiła je.
Wyrok zapadł 3 września 2013 roku. Katarzyna Waśniewska została skazana za zabójstwo córki przez Sąd Okręgowy w Katowicach na karę 25 lat pozbawienia wolności. Obie strony złożyły apelacje, przy czym prokurator Zbigniew Grześkowiak domagał się uchylenia wyroku i zaostrzenia kary poprzez orzeczenie w postępowaniu ponownym kary dożywotniego pozbawienia wolności dla Katarzyny Waśniewskiej, natomiast obrońca Arkadiusz Ludwiczek również w apelacji wnioskował o uchylenie wyroku i przekazanie sprawy do ponownego rozpoznania. 17 października 2014 roku Sąd Apelacyjny w Katowicach wydał wyrok, w którym podzielił najważniejsze ustalenia poczynione przez sąd I instancji, utrzymał w mocy wyrok skazujący oskarżoną Katarzynę Waśniewską na karę 25 lat pozbawienia wolności przy czym zastrzegł to, że skazana będzie mogła się ubiegać o przedterminowe zwolnienie warunkowe najwcześniej po odbyciu 20 lat z zasądzonej kary, a tym samym wyrok się uprawomocnił. 22 lipca 2015 roku Sąd Najwyższy oddalił zarówno kasację wniesioną przez prokuratora, jak i kasację wniesioną przez obrońcę, co oznacza, że skazana Katarzyna Waśniewska może opuścić zakład karny najwcześniej w 2032 roku.

## Oddźwięk
O sprawie zabójstwa traktuje książka autorstwa Izabeli Bartosz pt. Wybaczcie mi: Wiara, Nadzieja, Miłość: czy takich kobiet jak Katarzyna Waśniewska jest w Polsce więcej? wydana przez Gruner+Jahr Polska. Wydanie książki i udostępnienie jej w sieci sprzedaży Empik według „Dziennika Zachodniego” wzbudziło kontrowersje i dyskusje w Internecie.
Z inicjatywy fundacji „Misterium życia” miejsce znalezienia ciała 6-miesięcznej Madzi upamiętniono tablicą pamiątkową.